# Blue (phim chiếu mạng)
Blue là một phim chiếu mạng chính kịch của Mỹ được tạo ra bởi Rodrigo García và có sự tham gia diễn xuất của Julia Stiles. Tập đầu tiên phát sóng ngày 11 tháng 6 năm 2012. Nó được phát sóng đầu tiên ở kênh WIGS trên YouTube nhưng cuối cùng được phát sóng ở Hulu, Fox.com, và ở trang web của WIGS vào mùa ba, cùng với thể thức các tập dài 40-60 phút so với các tập ngắn trong hai mùa đầu.
Từ khi phát hành, Blue đã nhận được nhiều giải thưởng, bao gồm một đề cử cho Giải Satellite vào năm 2013, và ba Giải IAWTV, cho Đạo diễn xuất sắc nhất - Phim chính kịch (García) năm 2014 và Diễn viên nữ xuất sắc nhất – Phim chính kịch (Stiles) vào các năm 2013 và 2014.

## Nội dung
Blue (Julia Stiles) là một người mẹ với một công việc bí mật là làm gái mại dâm. Cô ta làm tất cả mọi thứ để giấu việc đó với con trai mình là Josh (Uriah Shelton). Nhưng quá khứ của cô còn nhiều kế hoạch khác.

## Diễn viên

### Diễn viên chính
| Diễn viên     | Nhân vật | Tập | Mùa       | Mùa       | Mùa       |
| Diễn viên     | Nhân vật | Tập | 1         | 2         | 3         |
| ------------- | -------- | --- | --------- | --------- | --------- |
| Julia Stiles  | Blue     | 40  | Vai chính | Vai chính | Vai chính |
| Uriah Shelton | Josh     | 24  | Vai chính | Vai chính | Vai chính |

### Khác
- Brooklyn Lowe trong vai Francesca
- Kathleen Quinlan trong vai Jessica
- Carla Gallo trong vai Rose
- James Morrison trong vai Olsen
- Brian Shortall trong vai Will
- Alexz Johnson trong vai Satya
- Jacob Vargas trong vai Roy
- Jane Stiles O'Hara trong vai Lara
- Eric Stoltz trong vai Arthur
- Amir Arison trong vai Leonard
- David Harbour trong vai Cooper
- Taylor Nichols trong vai Bill
- Rocky Carroll trong vai Robert
- Kendall Custer trong vai May
- Michael Hyatt trong vai Claire
- Daren Kagasoff trong vai Daren
- Chad Lindberg trong vai Sam
- Sarah Stoecker trong vai Hunter
- Joel McKinnon Miller trong vai Mr. Weston
- Sarah Paulson trong vai Lavinia
- Laura Spencer trong vai Vanessa
- Mark Consuelos trong vai Daniel
- Wanda De Jesus trong vai Cynthia
- William Petersen trong vai Mitch
- Samantha Quan trong vai Dana
- Michelle Forbes trong vai Marisa
- Richard Pagano trong vai Mick
- Holly Robinson Peete trong vai Holly
- Cassidy Boyd trong vai Alicia
- Darin Heames trong vai Nicolas
- Manny Jimenez Jr. trong vai Ernesto
- JC Gonzalez trong vai Harry
- James Jordan trong vai Raphael
- Tony Plana trong vai Stribling
- Jeanne Tripplehorn trong vai Vera

## Phát sóng trên truyền hình
Trên truyền hình, sê-ri được biên tập thành các tập dài 10 giờ (với sáu tập đầu tiên là tổng hợp của các tập ngắn), và phát sóng trên các kênh quốc tế của Lifetime (bao gồm Vương quốc Anh và châu Phi). Những ngày ở dưới đây chỉ ngày phát sóng của bộ phim ở Anh. Sê-ri bắt đầu phát sóng ở Mỹ trên kênh LMN vào ngày 8 tháng bảy, 2016 với tên Blue: A Secret Life (Blue: Một cuộc sống bí mật).
Mỗi tập tổng hợp được đặt tên theo một câu lời thoại. Các tập web không được phát theo thứ tự chúng được phát trực tuyến. Julia Stiles không xuất hiện trong các tập được làm dấu sao. Ở Mỹ, LMN phát nọi dung mùa ba với năm tập tổng hợp với các tên "Call Me Francine" ("Gọi tôi là Francine"), "Take Off Your Clothes" ("Cởi quần áo đi"), "A History of Anxiety" ("Lịch sử của sự lo lắng"), "Your Favorite Client" ("Khách hàng ưa thích của bạn"), và "Choices" ("Lựa chọn").
| Tập | Tập trên web         | Tên tập                                                                  | Tên tập trên webb | Đạo diễn       | Kịch bản                       | Ngày phát sóng           |
| --- | -------------------- | ------------------------------------------------------------------------ | --- | -------------- | ------------------------------ | ------------------------ |
| 1   | Mùa 1, tập 1–6       | "Blue Rules" ("Blue thống trị")                                          | "Mom" ("Mẹ") "Son" ("Con trai") "You Rule" ("Cậu thống trị") "Long Day, Blue?" ("Ngày dài hả Blue?") "You're Good" ("Cậu giỏi") "Jack The Ripper" ("Jack máy xới") | Rodrigo García | Rodrigo García                 | Ngày 2 tháng 3 năm 2015  |
| 2   | Mùa 1, tập 7–12      | "When Have I Lied To You?" ("Tôi nói dối cậu hồi nào?")                  | "Paying For Sex" ("Trả tiền cho tình dục") "A Decent Girl" ("Một cô gái tốt") "That's My Drug" ("Đó là thuốc của tôi") "Star Student" ("Học sinh giỏi") "You Lie To Me Too" ("Cậu cũng nói dối với tôi") "Give An Old Man A Break" ("Tha cho ông già đi")                                                      | Rodrigo García | Rodrigo García                 | Ngày 9 tháng 3 năm 2015  |
| 3   | Mùa 2, tập 1–7       | "Who Raises A Child Like This?" ("Cậu nuôi dạy một đứa trẻ thế này hả?") | "See And Be Seen" ("Nhìn và bị thấy") "What Kind Of A Name Is Blue?" ("Ai lại tên là Blue?") "It's Just A Crutch" ("Chỉ là một cái nạng") "Everything Is A Test" ("Mọi thứ là một phép thử") "How Do You Do?" ("Cậu ổn chứ?") "Glue And Lubricant" ("Keo và chất bôi trơn") "Wow, Wow, Wow"                    | Rodrigo García | Rodrigo García và Karen Graci  | Ngày 16 tháng 3 năm 2015 |
| 4   | Mùa 2, tập 8–13, 15  | "We Were In Love" ("Chúng tôi đã yêu nhau")                              | "On My Own" ("Dựa vào chính tôi") "The Truth Hurts" ("Sự thật đau lòng") "A Man's Permission" ("Sự cho phép của một người") "Make Yourself At Home" ("Tự nhiên như ở nhà') "Old Habits Die Hard" ("Thói quen khó bỏ") "Doubling The Equation" ("Nhân đôi phương trình") * "In The Running" ("Trong cuộc chạy") | Rodrigo García | Rodrigo García và Karen Graci  | Ngày 23 tháng 3 năm 2015 |
| 5   | Mùa 2, tập 21, 16–20 | "Good Looking Boy" ("Cậu bé ưa nhìn")                                    | "Savages" ("Độc ác") "Hard Time" "The Details" ("Chi tiết") "You're Not A Freak, Are You?" ("Cậu không điên đấy phải không?") "Getting To The Point" ("Vào vấn đề đi") "I'm Not A Stalker" ("Tôi không phải là kẻ rình mò")                                                                                    | Rodrigo García | Rodrigo García and Karen Graci | Ngày 30 tháng 3 năm 2015 |
| 6   | Mùa 2, tập 14, 22–26 | "Where Were You, Mom?" ("Mẹ ở đâu?")                                     | "Are You Clean?" ("Cậu sạch chứ?") "Role Play" ("Nhập vai") * "Winning With" ("Thắng cùng") "A Straight Answer" ("Một câu trả lời thẳng thắng") "Choices Add Up" ("Lựa chọn") "Where Were You?" ("Cậu đã ở đâu?")                                                                                              | Rodrigo García | Rodrigo García và Karen Graci  | Ngày 6 tháng 4 năm 2015  |
| 7   | Mùa 3, tập 1         | "Call Me Francine" ("Gọi tôi là Francine")                               | | Rodrigo García | Rodrigo García                 | Ngày 13 tháng 4 năm 2015 |
| 8   | Mùa 3, tập 2         | "Planets Colliding" ("Xung đột các hành tinh")                           | | Rodrigo García | Rodrigo García và Karen Graci  | Ngày 20 tháng 4 năm 2015 |
| 9   | Mùa 3, tập 3         | "A History Of Anxiety" ("Lịch sử của sự lo lắng")                        | | Rodrigo García | Rodrigo García                 | Ngày 27, 2015            |
| 10  | Mùa 3, tháng 4       | "Make Me Feel Good" ("Cho tôi cảm giác tốt")                             | | Rodrigo García | Rodrigo García và Karen Graci  | Ngày 4 tháng 5 năm 2015  |

## Giải thưởng và Đề cử
| Năm  | Giải thưởng             | Mục                                     | Đề cử                                                                 | Kết quả   |
| ---- | ----------------------- | --------------------------------------- | --------------------------------------------------------------------- | --------- |
| 2013 | Giải Satellite          | Chương trình thể ngắn gốc hay nhất      | Blue                                                                  | Đề cử     |
| 2014 | Hội Đạo diễn Nghệ thuật | Sê-ri thể ngắn hành động                | Rachel Myers, Philip Toolin, Kurt Meisenbach (Tập: "The Truth Hurts") | Đề cử     |
| 2014 | Giải IAWTV              | Đạo diễn xuất sắc nhất - Chính kịch     | Rodrigo García                                                        | Đoạt giải |
| 2014 | Giải IAWTV              | Diễn viên nữ xuất sắc nhất – Chính kịch | Julia Stiles                                                          | Đoạt giải |